# جاك وجيل (قصة)
جاك وجيل: قصة قروية قبل لويزا ماي ألكوت، هو كتاب للأطفال نشر في عام 1880. تدور أحداث القصة في مكان في صغير في مدينة نيو انغلاند بعد الحرب الأهلية الأمريكية. وهي قصة صديقين اسم الأول «جاك» والثاني «جيني». جاك وجيل يرويان تداعيات حادثة تزلج خطيرة.

## المؤلف
كاتبة القصة هي الروائية الأمريكية لويزا ماي ألكوت (1832–1888) وهي كاتبة وروائيةأمريكية برعت في كتابة قصص الأطفال. كان عليها كسب معيشتها في سن مبكرة، فبدأت بأعمال الحياكة والتدريس، ثم اشتغلت ممرضة خلال الحرب الأهلية الأمريكية، وشرعت في كتابة الرسائل لاحقاً تحت عنوان «صور من مستشفى». كتبت العديد من روايات وقصص الأطفال منها:
- نساء صغيرات 1868م.
- تحت أزهار الليلك، 1878م.
- قصة جاك وجيل، 1880م.

## القصة
جاك مينوت وجاني هما أفضل صديقين يعيشان متجاورين. وهما دائما معا، خرج الاثنان في أحد أيام الشتاء إلى الجبل حيث تعرضا لحادث تزلج رهيب. وإصيبا بجروح خطيرة في ذلك الحادث، ثم تعافيا من الإصابات الجسدية، في حين تعلموا دروس الحياة جنبا إلى جنب مع العديد من الأصدقاء.

## وصلات خارجية
كتاب مجاني: قصة جاك وجيل على مشروع غوتنبرغ